# プロダクションウェイ・ユニバーシティ駅

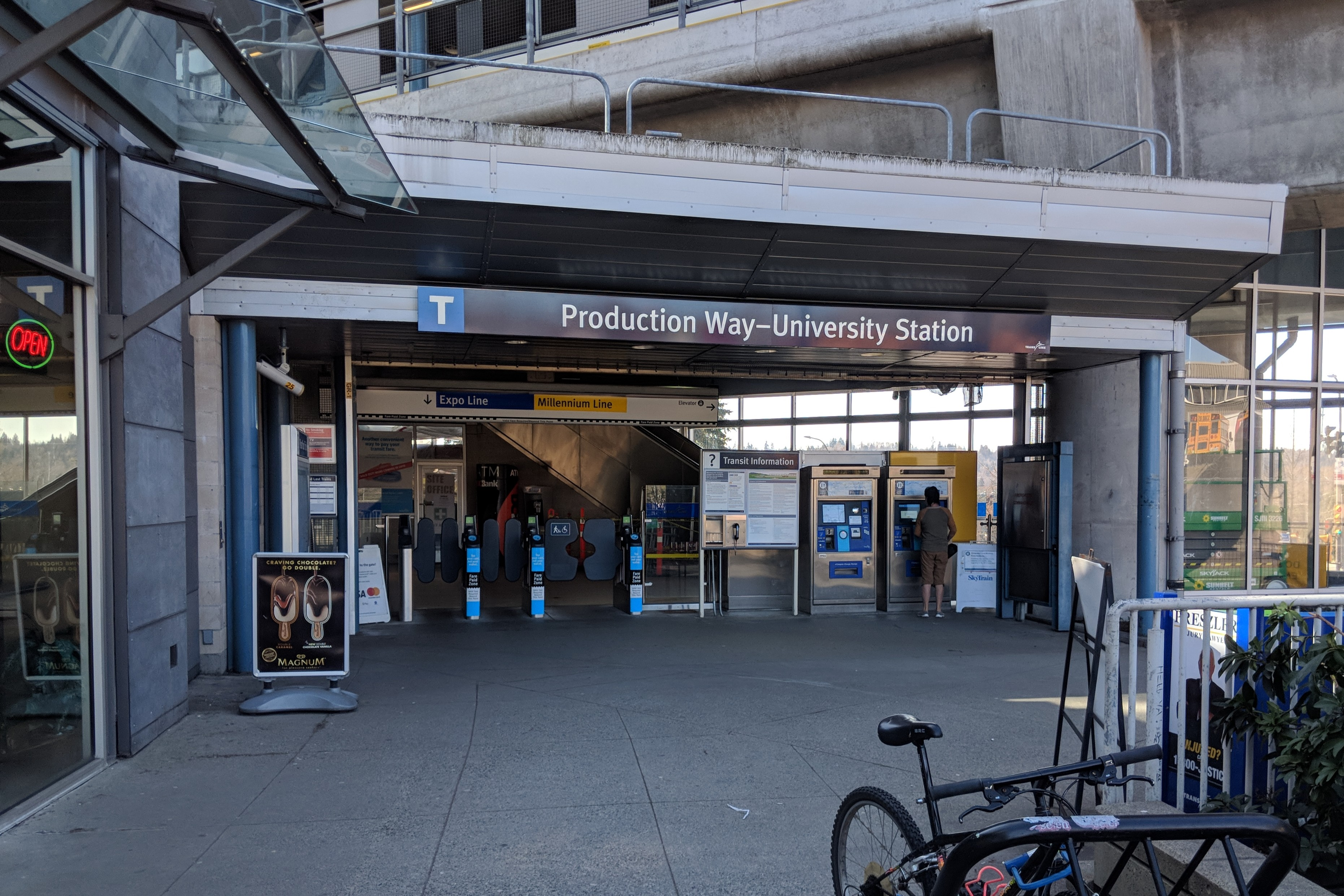
プロダクションウェイ・ユニバーシティ駅出入口

プロダクションウェイ・ユニバーシティ駅（英: Production Way–University station）は、カナダのブリティッシュコロンビア州バーナビーにある、スカイトレイン（エキスポ・ライン、ミレニアム・ライン）の駅である。エキスポ・ラインの終点である。
2002年8月31日に開業した。
2016年10月22日にエバーグリーンライン延伸に合わせエキスポラインの一部に組み込まれた。

## 駅構造

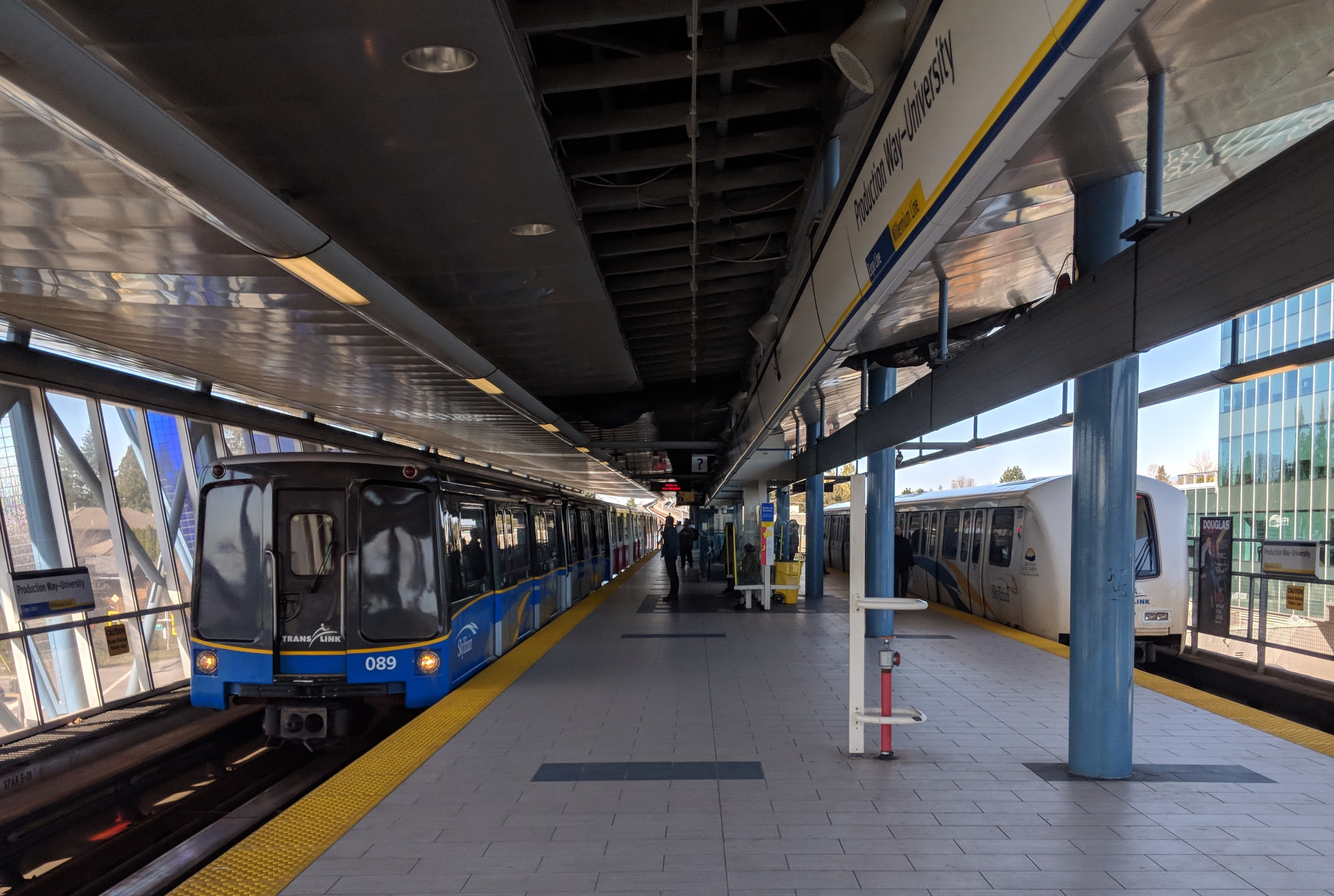
駅ホーム

島式1面2線の駅。
| ホーム | 路線              | 行先                          |
| ------ | ----------------- | ----------------------------- |
| 1      | ■エキスポライン   | 降車専用                      |
| 1      | ■ミレニアムライン | VCC・クラーク駅方面           |
| 2      | ■エキスポライン   | ウォーターフロント駅方面      |
| 2      | ■ミレニアムライン | ラファージ湖 - ダグラス駅方面 |

## 駅周辺
施設
- サイモンフレーザー大学
- バーナビー・マウンテン高等学校

バス路線
SFU及びバーナビー方面のバスの一部は当駅を始点としている。
| 乗り場 | 路線 |
| ------ | --- |
| 1      | 145 系統 - SFU |
| 2      | 110 系統 - メトロタウン駅 136 系統 - ローヒード・タウンセンター駅 N9 系統 - コキットラム・セントラル駅（夜行バス） |
| 3      | 110 系統 - ローヒード・タウンセンター駅 136 系統 - ブレントウッドタウンセンター駅                                  |
| 4      | 145 系統 - 降車専用 N9 系統 - ダウンタウン（夜行バス）                                                             |

## 隣の駅
■ エキスポ・ライン - プロダクションウェイ・ユニバーシティ支線
ローヒード・タウンセンター駅 - プロダクションウェイ・ユニバーシティ駅
■ミレニアム・ライン
レイク・シティ・ウェイ駅 - プロダクションウェイ・ユニバーシティ駅 - ローヒード・タウンセンター駅